# Echinosaura panamensis
Espèce
Synonymes
- Echinosaura horrida panamensis Barbour, 1924

Statut de conservation UICN

 LC  : Préoccupation mineure
Echinosaura panamensis est une espèce de sauriens de la famille des Gymnophthalmidae.

## Répartition
Cette espèce est endémique du Panama.

## Étymologie
Son nom d'espèce, composé de panam[a] et du suffixe latin -ensis, « qui vit dans, qui habite », lui a été donné en référence au lieu de sa découverte.

## Publication originale
- Barbour, 1924 : Two noteworthy new lizards from Panama. Proceedings of the New England Zoological Club, vol. 9, p. 7-10.